# Comté de Samburu
Le comté de Samburu est un comté de l'ancienne province de la vallée du Rift, au Kenya. Il couvre une superficie d'environ 21 000 km2 dans le nord du Kenya où vivent les peuples Samburu, Turkana et de nombreuses autres tribus. Il s'étend au nord de la rivière Wuaso Ng'iro au sud du lac Turkana. Selon le recensement de 2019, le comté a une population de 310 327 habitants.   
Le comté a fait la une des journaux en novembre 2012, lorsque des voleurs de bétail ont tendu une embuscade à 30 policiers et en ont blessé plusieurs. Avant l'incident, il y avait eu des combats pour la dispute du bétail, des pâturages et de l'eau.

## Principales villes
Dans le comté de Samburu se trouvent les villes de Maralal (capitale et plus grande ville), Baragoi, Archers Post, South Horr, Wamba, Lodosoit et Kisima . 

## Géographie
Le comté s'étend de Ewaso Ng'iro à la rive sud du lac Turkana, il comprend :
- la réserve nationale de Samburu :
- la réserve nationale de Bisanadi ;
- la réserve nationale de Buffalo Springs ;
- le mont Ng'iro ;
- les montagnes Ndoro ;
- la chaîne Mathews (Ol Doinyo Lenkiyo) ;
- les collines Kirisia ;
- la forêt Loroki.

## Communications
Le comté de Samburu a un réseau routier de 1 400 km. La principale route d'accès au comté de Samburu est la route A4 qui relie Rumuruti - Maralal-Baragoi. En 2019 elle a été goudronnée de Rumuruti jusqu'à Maralal.
Seules quatre des six capitales de division ont une connexion téléphonique. Le comté ne compte que quatre bureaux de poste. 
Ne pas confondre la ville nommée Samburu dans le comté de Kwale également au Kenya, mais qui n'est pas liée au comté de Samburu ou aux Samburu.

## Économie
Le comté est l'une des régions les plus sèches du Kenya, les gens vivent principalement de bétail nomade.

## Subdivisions de comté
Le comté compte trois circonscriptions : Samburu East dont le siège est Wamba, Samburu West dont le siège est Maralal et Samburu North dont le siège est  Baragoi.     
| Autorité               | Type  | Population* | Pop urbaine. * |
| ---------------------- | ----- | ----------- | -------------- |
| Maralal                | Ville | 24 612      | 16,281         |
| Samburu                | Comté | 118 935     | 18 507         |
| Total                  | -     | 143 547     | 34,788         |
| * 1999 census. Source: |       |             |                |

| Division                | Population* | Quartier général |
| ----------------------- | ----------- | ---------------- |
| Baragoi                 | 19 884      | Baragoi          |
| Kirisia                 | 47 072      | Mararal          |
| Lorroki                 | 25 571      | Suguta mar mar   |
| Nyiro                   | 15 551      |                  |
| Wamba                   | 24 155      | Wamba            |
| Waso                    | 10,314      |                  |
| Total                   | 143 547     | -                |
| * 1999 census. Sources: |             |                  |

## Gouvernement
Le gouvernement du comté de Samburu est dirigé par le gouverneur Moses Kasaine Lenolkulal, appelé dans le comté de Samburu « MK ». Membre du parti politique national du Jubilé, Lenolkulal est le premier gouverneur après la dévolution du Kenya aux administrations de comté. 